# Batman: año uno (película)
Batman: Year One (en español: Batman: Año Uno) es una película de animación de superhéroes del 2011, basada en la historia de la miniserie de Frank Miller Batman: año uno impresa en 1987. La cinta se estrenó en el Convención Internacional de Cómics de San Diego el 22 de julio y fue lanzada oficialmente al mercado el 18 de octubre de 2011. La película fue dirigida por Lauren Montgomery y Sam Liu. Se trata de la duodécima película publicada bajo la bandera de DC Universe Animated Original Movies y fue lanzado en formato DVD, Blu-ray y copia digital. Esta cinta fue producida por Bruce Timm que tiene en su elenco a Ben McKenzie como Bruce Wayne, Eliza Dushku en el papel de Selina Kyle, Bryan Cranston como James Gordon.

## Sinopsis
La cinta narra la llegada de dos personajes a Gotham City y como estos le cambiaran la cara a la ciudad. Por un lado encontramos a Bruce Wayne, quien llega con deseos de venganza y para lograrlo adopta el alter ego de Batman. Paralelo a esto encontramos al teniente Jim Gordon, quien pasa de ser un novato en el corrupto cuerpo de policía de Gotam City a ser un héroe aclamado por la prensa.

## Reparto
- Bryan Cranston como Jim Gordon.
- Benjamin McKenzie como Batman/Bruce Wayne.
- Eliza Dushku como Selina.
- Jon Polito como Comisionado Loeb.
- Alex Rocco como Falcone.
- Katee Sackhoff como Detective Essen.
- Jeff Bennett como Alfred.
- Steve Blum como Stan.
- Grey DeLisie como Barbara Gordon.
- Robin Atkin Downes como Harvey Dent.
- Fred Tatasciore como Detective Flass.